# Gelis debilis
Gelis debilis là một loài tò vò trong họ Ichneumonidae.